# Варсонофій (Руднік)
Варсоно́фій (в миру Ру́днік Володи́мир Микола́йович; нар. 20 липня 1984, Почаїв) — український релігійний діяч, архієрей Православної церкви України (до 15 грудня 2018 року — Української православної церкви Київського патріархату), капелан 128-ї ОГШБр, єпископ Ужгородський і Закарпатський.

## Життєпис
2001 року закінчив Почаївську ЗОШ І–ІІІ ступенів. Цього ж року вступив до Чернівецького православного богословського інституту, який закінчив 2005 року, отримавши науковий ступінь «бакалавр» за спеціальністю педагог-богослов. 
2006 року балотувався кандидатом в депутати до Почаївської міської ради, та отримавши мандат після виборів, обраний секретарем Почаївської міської ради V скликання. Того ж року вступив у Львівський регіональний інститут державного управління, який закінчив 2012 року, отримавши повну вищу освіту — економіст, управлінець.
2012 вступив на навчання у магістратуру Львівської православної богословської академії, яку закінчив 2014 року, захистивши магістерську роботу на тему «Духовно-лицарські чернечі ордени XI–XIV ст.» з оцінкою «відмінно». 28 жовтня 2012 року архієпископом Тернопільським, Кременецьким та Бучацьким Нестором висвячений у сан диякона. 6 січня 2013 архієпископом Тернопільським, Кременецьким та Бучацьким Нестором висвячений у сан ієрея та пострижений у рясофор. 
1 лютого 2013 року указом архієпископа Тернопільського, Кременецького та Бучацького Нестора призначений насельником Свято-Юріївського монастиря на хуторі Вірля. 7 червня 2013 року архієпископом Тернопільським, Кременецьким та Бучацьким Нестором, у Свято-Юріївському чоловічому монастирі, що на хуторі Вірля, пострижений у чернецтво. У січні 2014 року Святійшим Патріархом Київським і всієї Руси-України Філаретом призначений насельником Свято-Феодосіївського ставропігійного чоловічого монастиря в Києві.
25 червня 2014 року указом Святійшого Патріарха Київського і всієї Руси-України Філарета (Указ № 14 від 25.06.2014 р.) призначений секретарем Синодального Управління у справах молоді Української православної церкви Київського патріархату.

## Єпископське служіння
24 січня 2015 року Священним синодом Української православної церкви Київського патріархату (Журнал засідання № 2) обраний на єпископа Ужгородського і Закарпатського.
25 січня 2015 року у Володимирському патріаршому кафедральному соборі відбулася архієрейська хіротонія ієромонаха Варсонофія на єпископа Ужгородського і Закарпатського.
З 2017 року призначений капеланом 128-ї ОГШБр Закарпаття.
15 грудня 2018 року разом із усіма іншими архієреями УПЦ КП взяв участь у Об'єднавчому соборі в храмі Святої Софії.
15 березня 2019 року на території Меморіального комплексу «Красне Поле» (поблизу Хуста) єп. Варсонофій разом із Президентом України Петром Порошенком, військовослужбовцями, представниками громадських організацій, очевидцями подій, віцепрем'єром міністром з питань євроінтеграції Іванною Климпуш-Цинцадзе, міністром оборони Степаном Полтораком та керівником області — Геннадієм Москалем та Михайлом Рівісом вшанували 80-річчя проголошення Карпатської України. Відбулося покладання вінків і квіти до Пам'ятного Хреста.
27 березня 2019 у військових частинах Закарпаття, а саме в Ужгороді в/ч А1778, у Виноградові — в/ч А1927 та в Мукачево — в/ч А 1556 відбулись урочистості з нагоди зустрічі військовослужбовців 128-ї ОГШБ, які повернулись з зони проведення ООС на постійне місце дислокації. Серед тих хто зустрічав були єпископ Варсонофій (Руднік) разом з духовенством Закарпатської єпархії ПЦУ, народний депутат Роберт Горват, Генадій Москаль та інші.
У липні 2020 року брав участь в урочистостях з нагоди повернення 128-ї ОГШБр. Також на запрошення командира 128-ї ОГШБр полковника Олега Гончарука, єпископ Варсонофій разом із капеланами Православної церкви України освятив новозбудоване військове містечко (в/ч А1556) у місті Мукачево. За його керівництва єпархією під священнослужителі та сам єпископ надавали благодійну допомогу нужденним, зокрема, обласному будинку дитини у Сваляві, Ужгородській обласній клінічній лікарні ім. А. Новака тощо.
8 липня єпископ Варсонофій (Руднік) разом із благодійниками передав Ужгородській обласній клінічній лікарні ім. Новака допомогу для медичних працівників, які лікують хворих на COVID-19. 19 серпня разом із духовенством освятив медичний пункт при військовому містечку номер 13 військової частини А1556.
9 жовтня, з благословення Блаженнійшого Митрополита Київського і всієї України Епіфанія відзначив капеланів протоієрея Сергія Ємця, протоієрея Віктора Худяка, протоієрея Ігоря Войтовича медалями «за жертовність і любов до України».

## Нагороди
- 15 квітня 2014 року у Свято-Володимирському кафедральному соборі міста Києва Святійшим Патріархом Київським і всієї Руси-України Філаретом нагороджений наперсним хрестом[6];
- Нагрудна відзнака  Всеукраїнського об"єднання «КРАЇНА» — медаль «За служіння Богу і Україні»[6];
- Пам'ятний знак «128  ОГПБр 15 ОГПБ»[6];
- Нагрудний знак — Почесна відзнака командувача військ оперативного командування «ЗАХІД»[6];
- Почесна відзнака Ужгородської міської ради у номінації «Громадська діяльність», а саме «за значний особистий внесок у розвиток духовності краю, за активну волонтерську допомогу військовим, систематичну допомогу дитячим та геріатричним будинкам та громадську позицію». Нагорода була схвалена рішенням XXVI сесії Ужгородської міської ради VII скликання 28  серпня 2018 року № 1254[6];
- Грамота Верховної Ради України[6];
- Відзнака Президента України «За гуманітарну участь в антитерористичній операції»[6];
- Найвища нагорода Закарпатської ОДА — почесна відзнака "За заслуги перед Закарпаттям"[6].